# Montjustin
Montjustin ist eine französische Gemeinde mit 220 Einwohnern (Stand 1. Januar 2022) im Département Alpes-de-Haute-Provence in der Region Provence-Alpes-Côte d’Azur. Sie gehört zum Kanton Reillanne im Arrondissement Forcalquier. Sie grenzt im Norden an Reillanne, im Nordosten an Villemus, im Osten an Montfuron, im Süden an La Bastide-des-Jourdans und Vitrolles-en-Lubéron sowie im Westen an Céreste.

## Bevölkerungsentwicklung

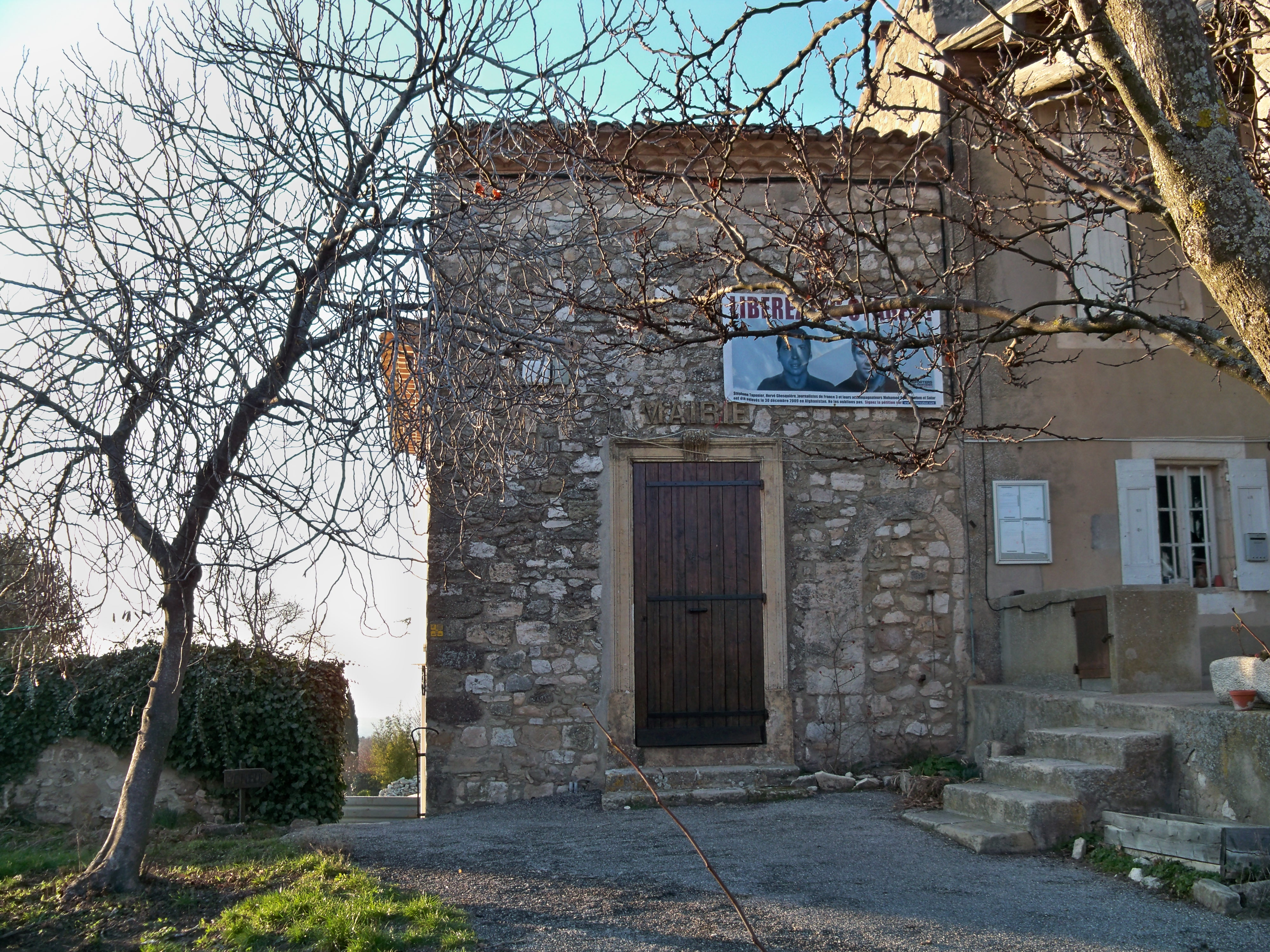
Mairie Montjustin

| Jahr      | 1962 | 1968 | 1975 | 1982 | 1990 | 1999 | 2008 | 2012 |
| --------- | ---- | ---- | ---- | ---- | ---- | ---- | ---- | ---- |
| Einwohner | 51   | 46   | 45   | 47   | 54   | 60   | 50   | 53   |